# Copa São Paulo de Futebol Júnior de 1982
A Copa São Paulo de Futebol Júnior de 1982, foi a 14ª edição da "copinha". Aconteceu, curiosamente, entre 5 e 19 de Dezembro de 1981. Nessa edição, a Ponte Preta conquistou O Bicampeonato a Copa São Paulo, sendo o primeiro time do interior a vencê-la duas vezes, e de forma consecutiva. Na final, a Ponte Preta venceu o Santos, por 2 a 1.
Nesta Copa São Paulo, tivemos novamente, assim como na edição anterior, a participação do Vélez Sarsfield, da Argentina.

## Regulamento
A Competição será disputada em 4 fases: primeira fase, quartas-de-final, semifinal e final. Participaram da primeira fase um total de 16 clubes, divididos em 4 grupos, portanto de 1 a 4.
Na  primeira fase os clubes jogaram entre si, dentro do grupo em turno único, classificando-se para as quartas-de-final, os dois melhores clubes que obtiveram o maior número de pontos ganhos nos respectivos grupos.
Ao término da primeira fase, em eventual igualdade de pontos ganhos entre dois ou mais clubes, aplicou-se, sucessivamente, os seguintes critérios:
- Confronto direto (somente no empate entre dois clubes)
- Maior saldo de gols
- Maior número de vitórias
- Maior número de gols marcados
- Sorteio

## Equipes participantes
Estas são as 16 equipes que participaram desta edição:
| Estado/País       | Equipe             |
| ----------------- | ------------------ |
| Goiás             | Goiânia EC         |
| Minas Gerais      | C Atlético-MG      |
| Paraná            | SE Matsubara       |
| Pernambuco        | Sport CR           |
| Rio de Janeiro    | CR Flamengo        |
| Rio Grande do Sul | SC Internacional   |
| Santa Catarina    | Joinville EC       |
| São Paulo         | SC Corinthians P   |
| São Paulo         | Guarani FC         |
| São Paulo         | CA Juventus        |
| São Paulo         | SE Palmeiras       |
| São Paulo         | AA Ponte Preta     |
| São Paulo         | A Portuguesa D     |
| São Paulo         | Santos FC          |
| São Paulo         | São Paulo FC       |
| Argentina         | CA Vélez Sarsfield |

## Primeira fase

### Grupo 1
| Time             | Pts | J | V | E | D | GP | GS | SG |
| ---------------- | --- | - | - | - | - | -- | -- | -- |
| Atlético Mineiro | 4   | 3 | 2 | 0 | 1 | 5  | 3  | +2 |
| São Paulo        | 3   | 3 | 1 | 1 | 1 | 4  | 4  | 0  |
| Flamengo         | 3   | 3 | 1 | 1 | 1 | 3  | 4  | -1 |
| Portuguesa       | 2   | 3 | 1 | 0 | 2 | 2  | 3  | -1 |

| 6 de Dezembro de 1981 | São Paulo | 1 – 1 | Flamengo |  |
|                       |           |       |          |  |

| 6 de Dezembro de 1981 | Portuguesa | 0 – 1 | Atlético Mineiro |  |
|                       |            |       |                  |  |

| 10 de Dezembro de 1981 | São Paulo | 1 – 2 | Portuguesa |  |
|                        |           |       |            |  |

| 10 de Dezembro de 1981 | Atlético Mineiro | 3 – 1 | Flamengo |  |
|                        |                  |       |          |  |

| 13 de Dezembro de 1981 | São Paulo | 2 – 1 | Atlético Mineiro |  |
|                        |           |       |                  |  |

| 13 de Dezembro de 1981 | Portuguesa | 0 – 1 | Flamengo |  |
|                        |            |       |          |  |

### Grupo 2
| Time            | Pts | J | V | E | D | GP | GS | SG |
| --------------- | --- | - | - | - | - | -- | -- | -- |
| Matsubara       | 4   | 3 | 1 | 2 | 0 | 6  | 4  | +2 |
| Palmeiras       | 4   | 3 | 1 | 2 | 0 | 4  | 3  | +1 |
| Guarani         | 3   | 3 | 0 | 3 | 0 | 2  | 2  | 0  |
| Vélez Sarsfield | 1   | 3 | 0 | 1 | 2 | 5  | 8  | -3 |

| 6 de Dezembro de 1981 | Palmeiras | 2 – 1 | Vélez Sarsfield |  |
|                       |           |       |                 |  |

| 6 de Dezembro de 1981 | Guarani | 0 – 0 | Matsubara |  |
|                       |         |       |           |  |

| 9 de Dezembro de 1981 | Palmeiras | 1 – 1 | Guarani |  |
|                       |           |       |         |  |

| 10 de Dezembro de 1981 | Matsubara | 5 – 3 | Vélez Sarsfield |  |
|                        |           |       |                 |  |

| 13 de Dezembro de 1981 | Palmeiras | 1 – 1 | Matsubara |  |
|                        |           |       |           |  |

| 13 de Dezembro de 1981 | Guarani | 1 – 1 | Vélez Sarsfield |  |
|                        |         |       |                 |  |

### Grupo 3
| Time        | Pts | J | V | E | D | GP | GS | SG |
| ----------- | --- | - | - | - | - | -- | -- | -- |
| Juventus-SP | 5   | 3 | 2 | 1 | 0 | 6  | 1  | +5 |
| Ponte Preta | 5   | 3 | 2 | 1 | 0 | 4  | 1  | +3 |
| Sport       | 2   | 3 | 1 | 0 | 2 | 2  | 3  | -1 |
| Joinville   | 0   | 3 | 0 | 0 | 3 | 0  | 7  | -7 |

| 5 de Dezembro de 1981 | Ponte Preta | 2 – 0 | Sport |  |
|                       |             |       |       |  |

| 6 de Dezembro de 1981 | Juventus-SP | 4 – 0 | Joinville |  |
|                       |             |       |           |  |

| 9 de Dezembro de 1981 | Sport | 2 – 0 | Joinville |  |
|                       |       |       |           |  |

| 9 de Dezembro de 1981 | Juventus-SP | 1 – 1 | Ponte Preta |  |
|                       |             |       |             |  |

| 12 de Dezembro de 1981 | Ponte Preta | 1 – 0 | Joinville |  |
|                        |             |       |           |  |

| 12 de Dezembro de 1981 | Juventus-SP | 1 – 0 | Sport |  |
|                        |             |       |       |  |

### Grupo 4
| Time          | Pts | J | V | E | D | GP | GS | SG |
| ------------- | --- | - | - | - | - | -- | -- | -- |
| Santos        | 5   | 3 | 2 | 1 | 0 | 3  | 0  | +3 |
| Internacional | 4   | 3 | 1 | 2 | 0 | 1  | 0  | +1 |
| Corinthians   | 3   | 3 | 1 | 1 | 1 | 4  | 2  | +2 |
| Goiânia       | 0   | 3 | 0 | 0 | 3 | 0  | 6  | -6 |

| 5 de Dezembro de 1981 | Corinthians | 0 – 2 | Santos |  |
|                       |             |       |        |  |

| 6 de Dezembro de 1981 | Internacional | 1 – 0 | Goiânia |  |
|                       |               |       |         |  |

| 9 de Dezembro de 1981 | Santos | 0 – 0 | Internacional |  |
|                       |        |       |               |  |

| 9 de Dezembro de 1981 | Corinthians | 4 – 0 | Goiânia |  |
|                       |             |       |         |  |

| 12 de Dezembro de 1981 | Santos | 1 – 0 | Goiânia |  |
|                        |        |       |         |  |

| 12 de Dezembro de 1981 | Corinthians | 0 – 0 | Internacional |  |
|                        |             |       |               |  |

## Fase final

### Tabela
|  | Quartas de final | Quartas de final |             |           | Semifinais       | Semifinais     |  |  | Final | Final |
|  |                  |                  |             |           |                  |                |  |  |       |       |
|  |                  |                  |             |           |                  |                |  |  |       |       |
|  |                  |                  |             |           |                  |                |  |  |       |       |
|  | Matsubara        | 1 (4)            |             |           |                  |                |  |  |       |       |
|  | Matsubara        | 1 (4)            |             |           |                  |                |  |  |       |       |
|  | Ponte Preta      | 1 (5)            |             |           |                  |                |  |  |       |       |
|  | Ponte Preta      | 1 (5)            | Ponte Preta | 2         |                  |                |  |  |       |       |
|  |                  |                  | Ponte Preta | 2         |                  |                |  |  |       |       |
|  |                  | Atlético Mineiro | 1           |           |                  |                |  |  |       |       |
|  | Atlético Mineiro | Atlético Mineiro | 1           | 1         |                  |                |  |  |       |       |
|  | Atlético Mineiro |                  |             | 1         |                  |                |  |  |       |       |
|  | Internacional    | 0                |             |           |                  |                |  |  |       |       |
|  | Internacional    | 0                | Ponte Preta | 2         |                  |                |  |  |       |       |
|  |                  |                  | Ponte Preta | 2         |                  |                |  |  |       |       |
|  |                  | Santos           | 1           |           |                  |                |  |  |       |       |
|  | Santos           | Santos           | 1           | 1         |                  |                |  |  |       |       |
|  | Santos           |                  |             | 1         |                  |                |  |  |       |       |
|  | São Paulo        | 0                |             |           |                  |                |  |  |       |       |
|  | São Paulo        | 0                | Santos      | 1 (4)     | Terceiro Lugar   | Terceiro Lugar |  |  |       |       |
|  |                  |                  | Santos      | 1 (4)     | Terceiro Lugar   | Terceiro Lugar |  |  |       |       |
|  |                  | Palmeiras        | 1 (2)       |           |                  |                |  |  |       |       |
|  | Juventus-SP      | Palmeiras        | 1 (2)       | 0 (3)     | Atlético Mineiro | 3              |  |  |       |       |
|  | Juventus-SP      |                  |             | 0 (3)     | Atlético Mineiro | 3              |  |  |       |       |
|  | Palmeiras        | 0 (4)            |             | Palmeiras | 1                |                |  |  |       |       |
|  | Palmeiras        | 0 (4)            |             |           | 1                |                |  |  |       |       |
|  |                  |                  |             |           |                  |                |  |  |       |       |
|  |                  |                  |             |           |                  |                |  |  |       |       |

### Quartas-de-final
| 15 de Dezembro de 1981 | Santos | 1 – 0 | São Paulo |  |
|                        | Almir  |       |           |  |

| 15 de Dezembro de 1981 | Atlético Mineiro | 1 – 0 | Internacional |  |
|                        |                  |       |               |  |

| 15 de Dezembro de 1981 | Matsubara | 1 – 1 | Ponte Preta |  |
|                        |           |       |             |  |

|  |       | Penalidades |
|  | 4 – 5 |             |

| 15 de Dezembro de 1981 | Juventus-SP | 0 – 0 | Palmeiras |  |
|                        |             |       |           |  |

|  |       | Penalidades |
|  | 3 – 4 |             |

### Semi-final
| 17 de Dezembro de 1981 | Ponte Preta | 2 – 1 | Atlético Mineiro |  |
|                        |             |       |                  |  |

| 17 de Dezembro de 1981 | Santos   | 1 – 1 | Palmeiras   |  |
|                        | Serginho |       | Gol marcado |  |

|  |       | Penalidades |
|  | 4 – 2 |             |

### Disputa do 3° lugar
| 19 de Dezembro de 1981 | Atlético Mineiro                       | 3 – 1 | Palmeiras | Estádio do Pacaembu, São Paulo    |
|                        | Helinho 17', 60' · Marcus Vinicius 87' |       | Gatão 27' | Árbitro: Ulisses Tavares da Silva |

### Final
| 19 de Dezembro de 1981 | Ponte Preta           | 2 – 1 | Santos       | Estádio do Pacaembu, São Paulo        |
|                        | Chicão 25' (pen), 77' |       | Serginho 23' | Árbitro: Dulcídio Wanderley Boschilla |

- Ponte Preta: Sérgio; Everaldo, Heraldo, Carlinhos e Valdir; Silvio, Celso e Paulo César (Marcelo); Roberto, Chicão e Mauro (Mário César). Técnico: Milton dos Santos
- Santos: Nilton; Jairo, Davi, Flávio e Bosco; Requena, Rivaldo (Elizardo) e Serginho; Almir, Osni e Fernandinho (Pedrinho). Técnico: Coutinho

## Premiação
| Copa São Paulo de Futebol Júnior de 1982 |
| São Paulo                                |
| ---------------------------------------- |
| PONTE PRETA Campeão (2º título)          |